# Fabio Di Giannantonio
Fabio Di Giannantonio, född 10 oktober 1998 i Rom, är en italiensk roadracingförare. Han kör sedan 2022 i MotoGP-klassen i världsmästerskapen i Grand Prix Roadracing. Bästa resultat är andraplatsen i Moto3 2018. Di Giannantonio tävlar med nummer 49 på sin motorcykel.

## Tävlingskarriär
Di Giannantonio började köra minimoto som barn. Han blev italiensk mästare och europamästare i minimoto 2008. Han upprepade det 2009 och gick sedan till normalstora motorcyklar. Han körde diverse klasser i Italien och kom nia i europeiska Moto3-mästerskapen 2013. Säsongen 2014 körde han Red Bull Rookies Cup. Han fortsatte där 2015 och kom på andra plats efter Bo Bendsneyder.
Di Giannantonio gjorde VM-debut 2015 i Moto3 vid Valencias Grand Prix där han hoppade in som ersättare för Andrea Locatelli hos Gresini Racing. Till Roadracing-VM 2016 fick Di Giannantonio kontrakt som förare på en Honda hos Gresini för hela Moto3-säsongen. Redan i årets sjätte Grand Prix kom han på prispallen genom att ta andraplatsen i Italiens GP på Mugellobanan. Han tog två pallplatser till och kom på sjätte plats i VM. Roadracing-VM 2017 fortsatte han i samma team, tog fem pallplatser och kom femma i VM. Även 2018 tävlade Di Giannantonio för Gresini Honda. Han tog sin första Grand Prix-seger när han den 5 augusti 2018 vann Tjeckiens Grand Prix. Han vann också Thailands GRand Prix och kom på andra plats i Roadracing-VM 2018 efter Jorge Martín.

Roadracing-VM 2019 stiger Di Giannantonio upp i Moto2-klassen där han kör för Speed Up Racing.

## Framskjutna placeringar
Uppdaterad till 2021-05-03.
| Nr | Grand Prix | År   |
| -- | ---------- | ---- |
| 1  | Spanien    | 2021 |

| Nr | Grand Prix | År   |
| -- | ---------- | ---- |
| 1  | Tjeckien   | 2019 |
| 2  | San Marino | 2019 |
| 3  | Teruel     | 2020 |

| Nr | Grand Prix | År   |
| -- | ---------- | ---- |
| 1  | Katalonien | 2020 |
| 2  | Qatar      | 2021 |

| Nr | Grand Prix | År   |
| -- | ---------- | ---- |
| 1  | Tjeckien   | 2018 |
| 2  | Thailand   | 2018 |

| Nr | Grand Prix | År   |
| -- | ---------- | ---- |
| 1  | Italien    | 2016 |
| 2  | TT Assen   | 2016 |
| 3  | Italien    | 2017 |
| 4  | Aragonien  | 2017 |
| 5  | Australien | 2018 |

| Nr | Grand Prix | År   |
| -- | ---------- | ---- |
| 1  | Tjeckien   | 2016 |
| 2  | Amerika    | 2017 |
| 3  | Frankrike  | 2017 |
| 4  | San Marino | 2017 |
| 5  | Amerika    | 2018 |
| 6  | Italien    | 2018 |
| 7  | San Marino | 2018 |